# Ulica Pawła Suzina w Warszawie
Ulica Pawła Suzina – ulica w dzielnicy Żoliborz w Warszawie.

## Opis
Nazwa ulicy została nadana uchwałą Rady Miejskiej Warszawy z dnia 27 września 1926. Jej patronem został Paweł Suzin – powstaniec styczniowy.
Pierwszego dnia powstania warszawskiego, 1 sierpnia 1944 roku, ok. 15.30 niemieckie pogotowie policyjne zaskoczyło na ulicy grupę powstańców z IV Batalionu OW PPS im. Jarosława Dąbrowskiego i Socjalistycznej Organizacji Bojowej (SOB) pobierających broń w kotłowni Warszawskiej Spółdzielni Mieszkaniowej. W czasie walki poległo 12 powstańców, wśród nich dowódca SOB Włodzimierz Kaczanowski. 
W latach 1945–1947 wzdłuż ulicy biegły tory wąskotorowej kolejki gruzowej.

## Ważniejsze obiekty i upamiętnienia
- Dawna kotłownia Warszawskiej Spółdzielni Mieszkaniowej (WSM)[6], na ścianie której znajduje się odsłonięta w 1957[7] tablica upamiętniająca pierwsze walki powstania warszawskiego; dawna siedziba kina „Tęcza“ i teatru TrzyRzecze[8].
- Tablica na budynku nr 3 upamiętniająca miejsce urodzenia Lecha Kaczyńskiego[9].

## Galeria

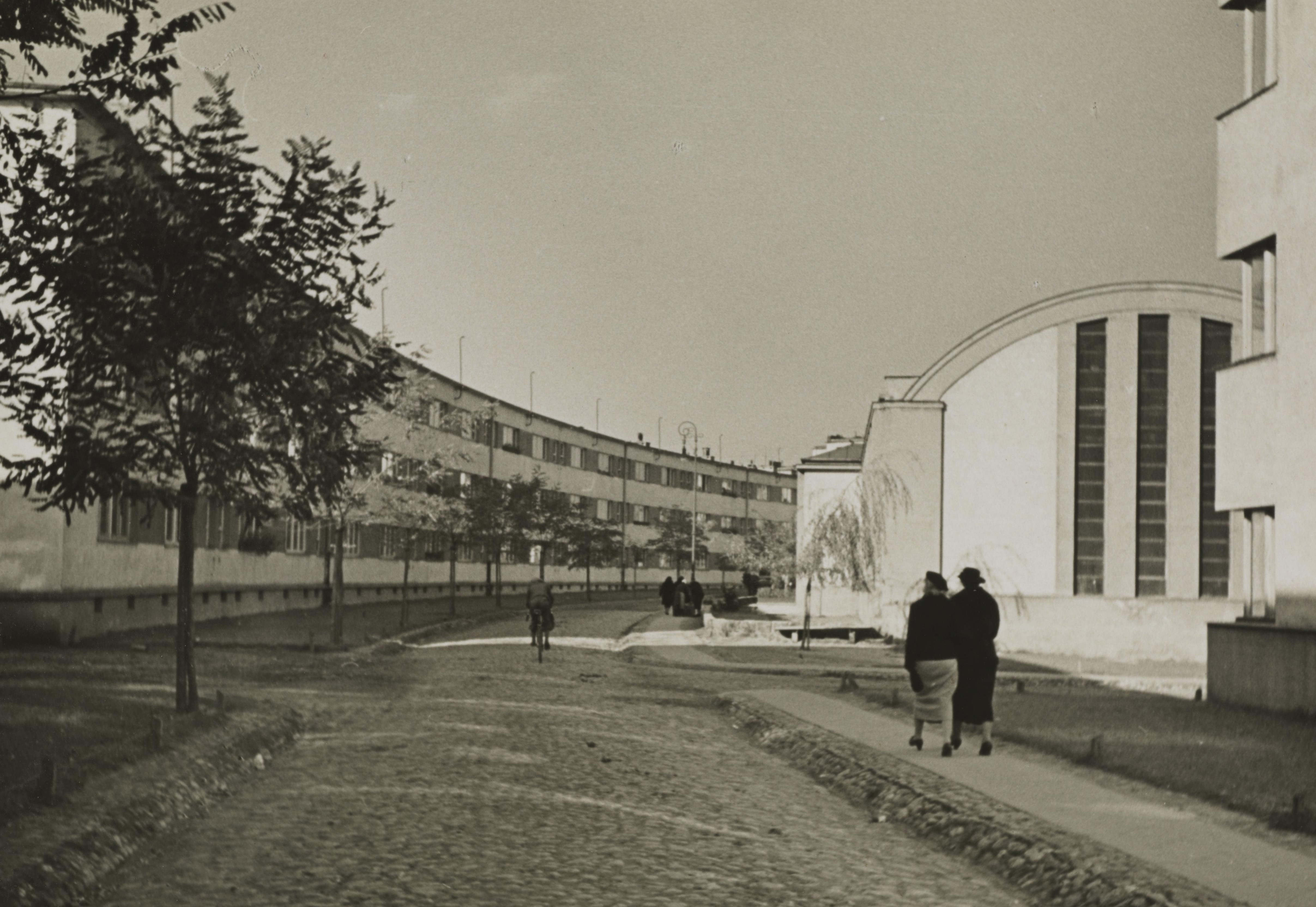
Ulica Suzina przy ul. Próchnika przed 1939, po prawej dawna kotłownia WSM
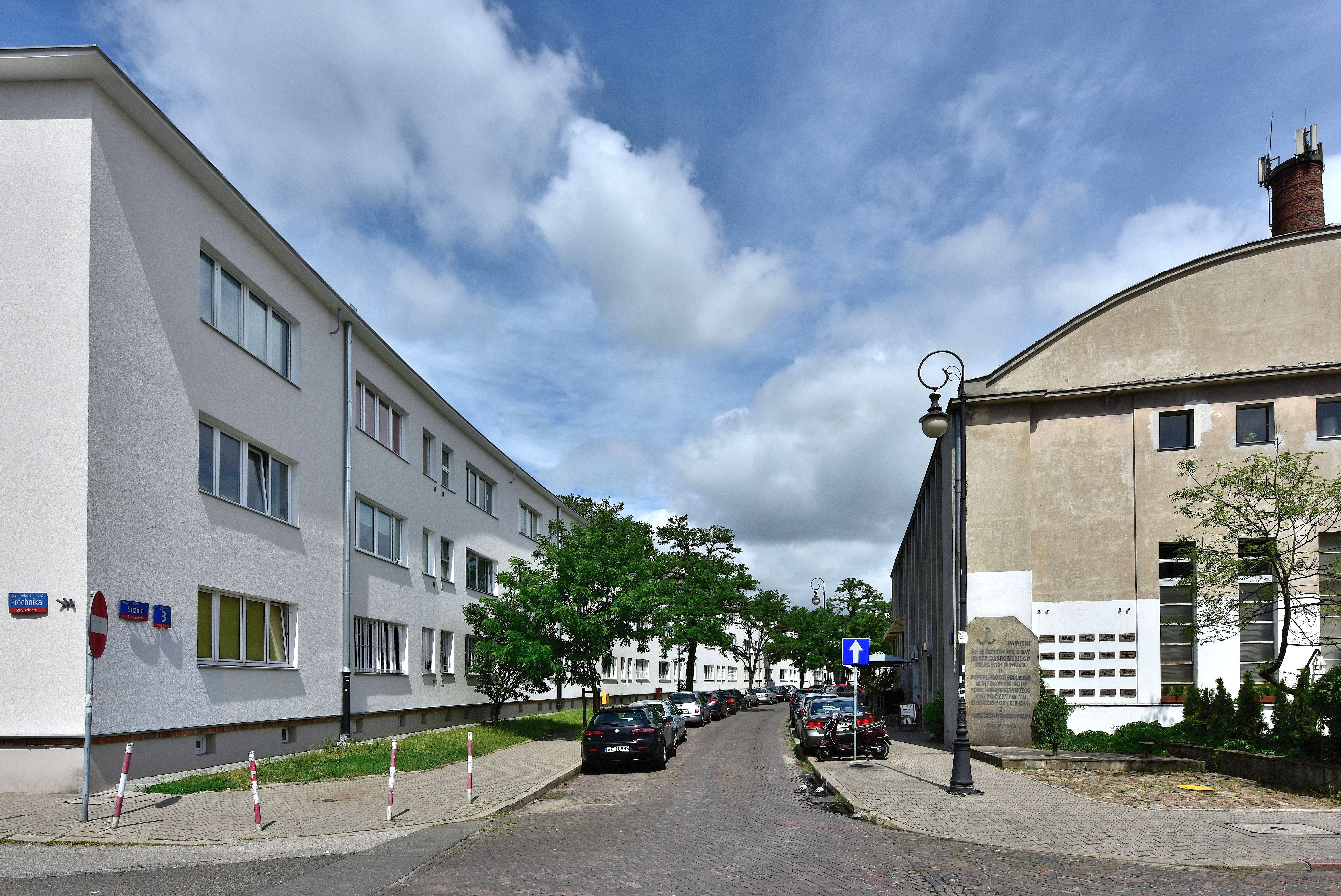
Ulica Suzina przy ul. Próchnika w 2017
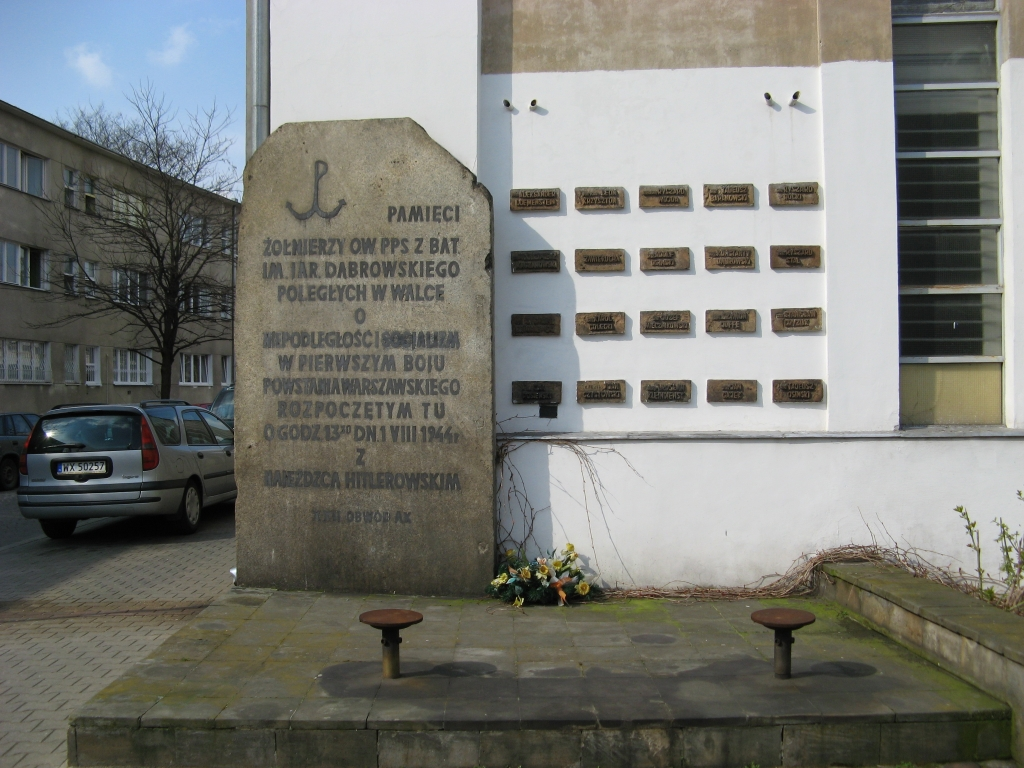
Tablica przy kotłowni WSM upamiętniająca pierwsze walki powstania warszawskiego
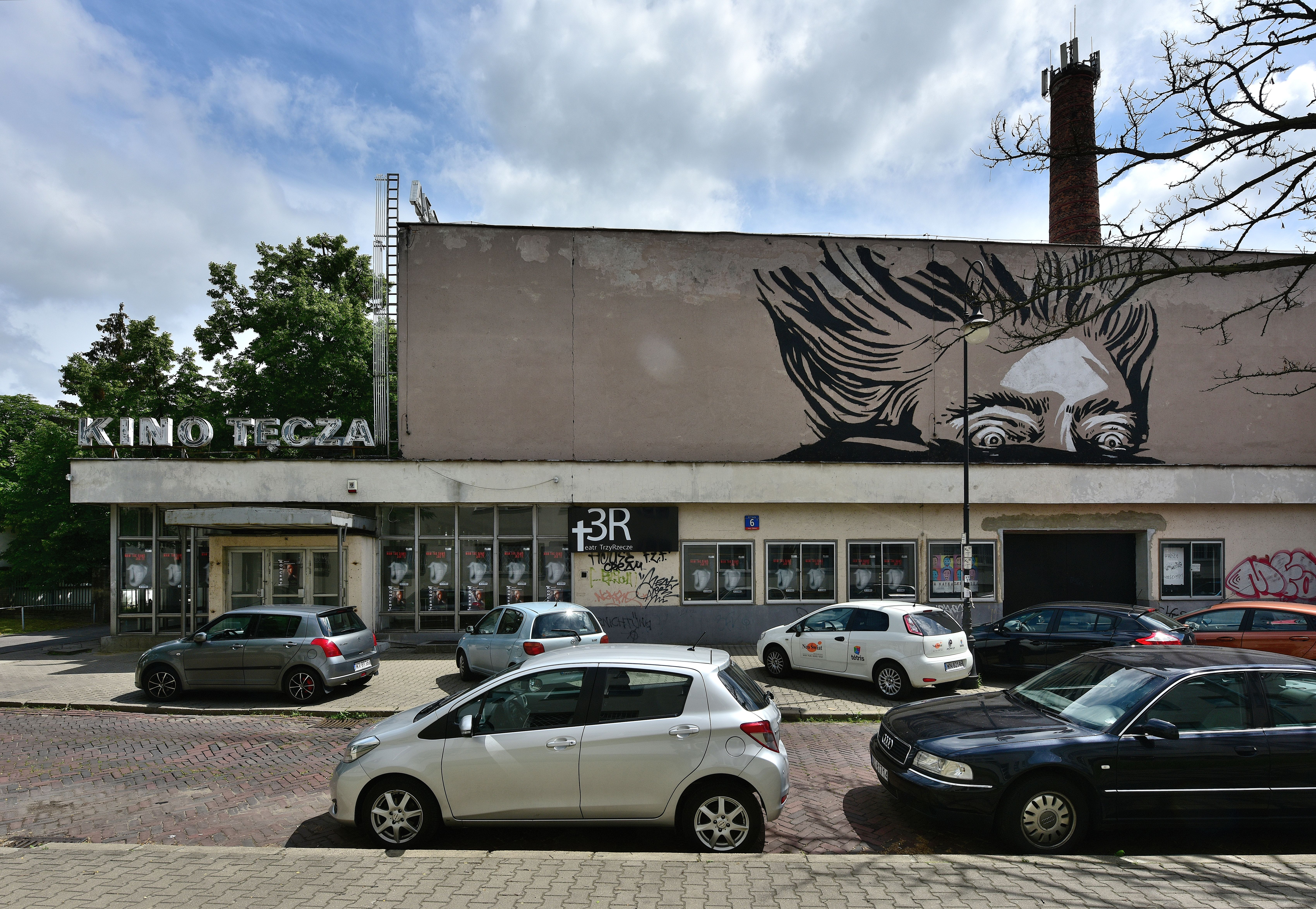
Dawne kino „Tęcza”